# Трюфель

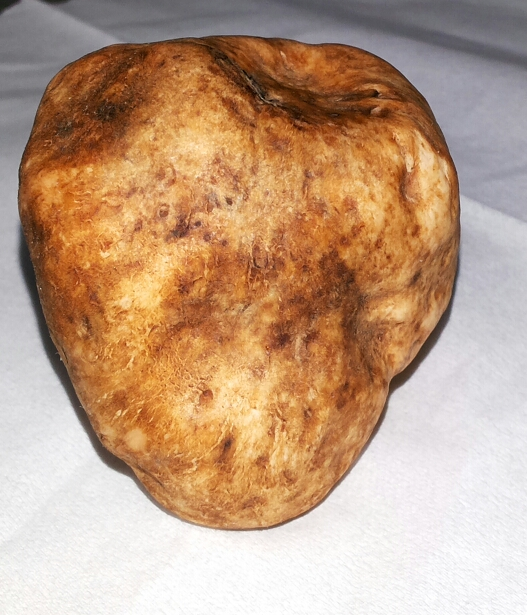
Пустынный трюфель, Иран, в городе Ямчи

Трю́фель (фр. truffle; итал. tartufo, tartufolo; от лат. Tuber, «шишка») — род сумчатых грибов с подземными клубневидными мясистыми плодовыми телами из порядка Пецицевые (Pezizales). К данному роду относятся съедобные виды, считающиеся ценными деликатесами.
«Трюфелями» часто называют и другие грибы с похожими плодовыми телами (например, из родов Choiromyces, Elaphomyces и Terfezia). Среди них тоже есть съедобные, которые иногда поступают в продажу, но ценятся значительно ниже грибов из рода Tuber (именуемых в этом случае «настоящими трюфелями»).

## Описание и экология
Плодовые тела трюфелей располагаются под землёй, имеют округлую или клубневидную форму и характеризуются мясистой или хрящеватой консистенцией. По своему типу это — апотеции; в зрелом состоянии они у большинства видов замкнуты. Размер варьируется от лесного ореха до крупного картофельного клубня. Наружная часть плодового тела представляет собой кожистый слой — перидий, который может быть снаружи гладким, растрескивающимся или же покрытым более или менее крупными полиэдрическими бородавками. На разрезе ткань плодового тела напоминает по рисунку мрамор и состоит из чередующихся светлых и тёмных прожилок; светлые прожилки называют «внутренними венами», а тёмные — «наружными венами». Сумки располагаются на внутренних венах и имеют разнообразную форму.
Трюфели растут в лиственных лесах и образуют микоризу с корнями деревьев. Так, трюфель чёрный и трюфель летний произрастают по соседству с дубом, буком, грабом, лещиной, а трюфель пьемонтский (син. трюфель итальянский) — с берёзой, тополем, вязом, липой, рябиной, боярышником.

## Виды
- Tuber aestivum — Трюфель летний, или Трюфель чёрный русский
- Tuber brumale — Трюфель зимний
- Tuber gibbosum
- Tuber himalayensis — Трюфель гималайский
- Tuber magnatum — Трюфель итальянский, или Трюфель пьемонтский
- Tuber melanosporum — Трюфель перигорский, или Трюфель чёрный
- Tuber mesentericum
- Tuber oregonense — Трюфель орегонский
- Tuber sinensis — Трюфель китайский

## Практическое значение
Настоящие трюфели съедобны. Им свойственны грибной вкус с привкусом глубоко прожаренных семечек или грецких орехов и сильный характерный аромат. Если трюфель продержать в воде, то он приобретает привкус соевого соуса. По мнению некоторых кулинаров, свои лучшие гастрономические качества свежие трюфели приобретают при употреблении их в сыром виде, в частности, с солью (крок-о-сель).
Наиболее ценятся гурманами трюфели перигорский, пьемонтский и зимний, которые растут в дубовых и буковых рощах Южной Франции, Швейцарии и Северной Италии, где имеют большое промышленное значение. В России встречается один вид — трюфель летний (Tuber aestivum).
Во Франции и Италии распространена восходящая ещё к XV веку практика поиска растущих в лесу трюфелей при помощи специально обученных поисковых собак и свиней, которые обладают феноменально тонким нюхом: они способны учуять трюфели под землёй на расстоянии до 20 м. В ряде районов Франции жители применяют при поиске трюфелей также так называемую «охоту на мух»; она основана на том, что некоторые мухи из семейства шипокрылок откладывают яйца в почву по соседству с трюфелями (личинки этих мух используют плодовые тела трюфелей в пищу), поэтому трюфель можно обнаружить под листвой, заметив роящихся над ним мошек.
Вопреки распространённому заблуждению, трюфели всё-таки можно культивировать. Успешные попытки были уже в 1808 году. Было подмечено, что трюфели росли между корнями только некоторых дубов. В 1808 году Жозеф Талон (Joseph Talon) высадил жёлуди с тех дубов, под которыми находили трюфели. Через несколько лет, когда деревья выросли, под корнями некоторых из них были обнаружены трюфели. В 1847 году Огюст Руссо (Auguste Rousseau) засадил 7 гектаров такими желудями и впоследствии собрал большой урожай трюфелей, за что получил приз на Всемирной выставке 1855 года в Париже.
В конце XIX века трюфельными рощами было засажено уже 750 квадратных километров, с которых собирали до 1000 тонн «чёрных алмазов кулинарии». Однако, вследствие упадка сельского хозяйства во Франции в XX веке, многие из трюфельных рощ оказались заброшенными. Средняя продолжительность плодоношения трюфелевых дубов составляет около 30 лет, после чего урожайность резко падает. В результате, хотя 80 % всех трюфелей, собранных во Франции, происходит со специальных дубовых плантаций, ежегодный сбор сильно упал. Местные фермеры выступают против новых плантаций, боясь серьёзного падения цен на этот деликатесный гриб. Количество добываемых трюфелей из года в год сокращается. В последние годы урожай этих грибов не превышает 50 тонн. В настоящее время трюфели культивируют в США, Испании, Швеции, Новой Зеландии, Австралии и Великобритании.
В начале XXI века крупнейшим производителем трюфелей в мире стал Китай. Китайская разновидность благородного гриба не только дешевле, но и сильно уступает настоящему трюфелю по своим вкусовым качествам. В 2005 году из Китая было экспортировано около 70 тонн трюфелей, из которых 40 тонн было ввезено во Францию. Хотя французские эксперты утверждали, что вкус китайских трюфелей настолько не похож на вкус их французских собратьев, что их следовало бы вообще считать разными сортами грибов, китайские поставщики оспаривают это, утверждая, что «аромат китайских трюфелей действительно немного слабее, но их форма, вкус и внешний вид очень похожи на французский аналог, и никто не в состоянии отличить смесь этих грибов от настоящего французского трюфеля». Несмотря на критику качества китайских трюфелей, европейские производители не могут выдержать ценовую конкуренцию с ними — китайские поставщики закупали грибы у крестьян по цене в 20 фунтов за фунт грибов и после смешивания китайских трюфелей с французскими (для улучшения качества) продают такую смесь по цене от 250 до 340 фунтов за фунт грибов, если это оптовая партия, и увеличивают её ещё вдвое, если это розница.
Французские эксперты требуют запретить смешивать европейские трюфели и китайские, так как это сильно сказывается в конечном счёте на репутации европейской продукции, за которую выдают подобные смеси.

### Другие трюфели
Белый, или польский, или троицкий трюфель (Choiromyces meandriformis) имеет плодовое тело со светлой мякотью, похожее по внешнему виду и размерам на картофель. Съедобен. Растёт в лесах Западной Европы, Украины, Белоруссии, а также в областях центральной России (раньше его в больших количествах добывали в окрестностях Александрова и Сергиева Посада).
Среди так называемых степных трюфелей, «томболанов» (род Terfezia) тоже есть съедобные. Растут в Южной Европе, Северной Африке, Юго-Западной Азии — в Азербайджане на Апшеронском полуострове, в Нагорном Карабахе, в долине реки Аракс, в Средней Азии и в Туркменистане (Terfezia transcaucasica). В тех же районах растёт степной трюфель (Terfezia boudieri).
Встречающийся в Европе и европейской части России небольшой (2-5 см в диам.) гриб-микоризообразователь Hydnotria tulansei (гиднотрия Тюляня, или Тюлана) иногда называют красно-бурым трюфелем.
Иногда к трюфелям ошибочно относят несъедобные базидиальные грибы из рода Scleroderma (группа гастеромицетов), плодовые тела которых имеют вид округлых и продолговатых желтоватых клубней длиной 3—10 см; встречаются в лесах, парках; плодовые тела вначале плотные, внутри черноватые со светлыми прожилками, неприятно пахнущие; позднее их содержимое распыляется.
Несъедобный для человека олений трюфель — вид рода Элафомицес, который служит пищей для грызунов и оленей.

## Прочие сведения
- Существует мнение, что зрелые трюфели содержат анандамид — психотропное вещество, сходное по воздействию с коноплёй[11].

## Галерея

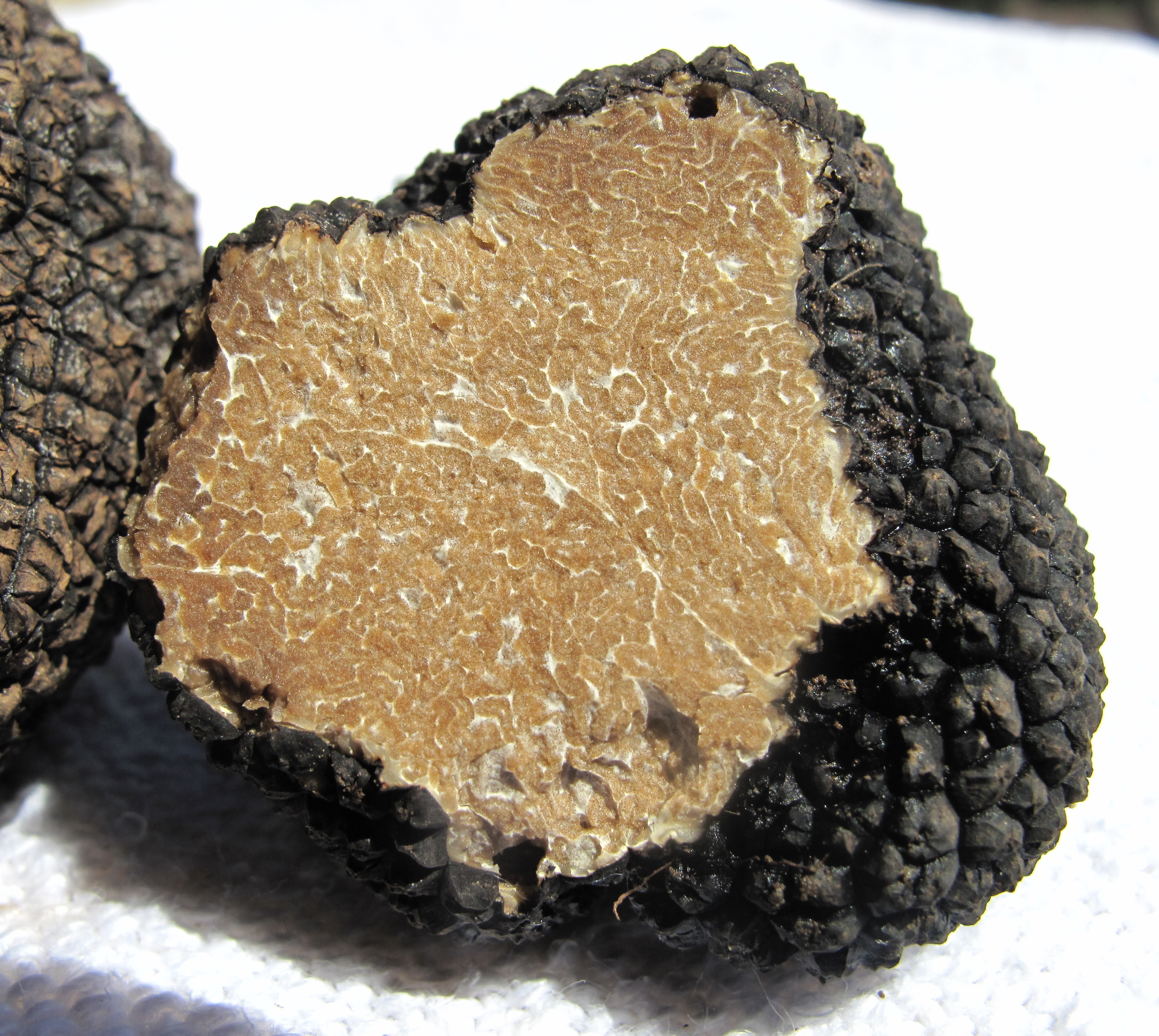
Трюфель летний (Tuber blotii)
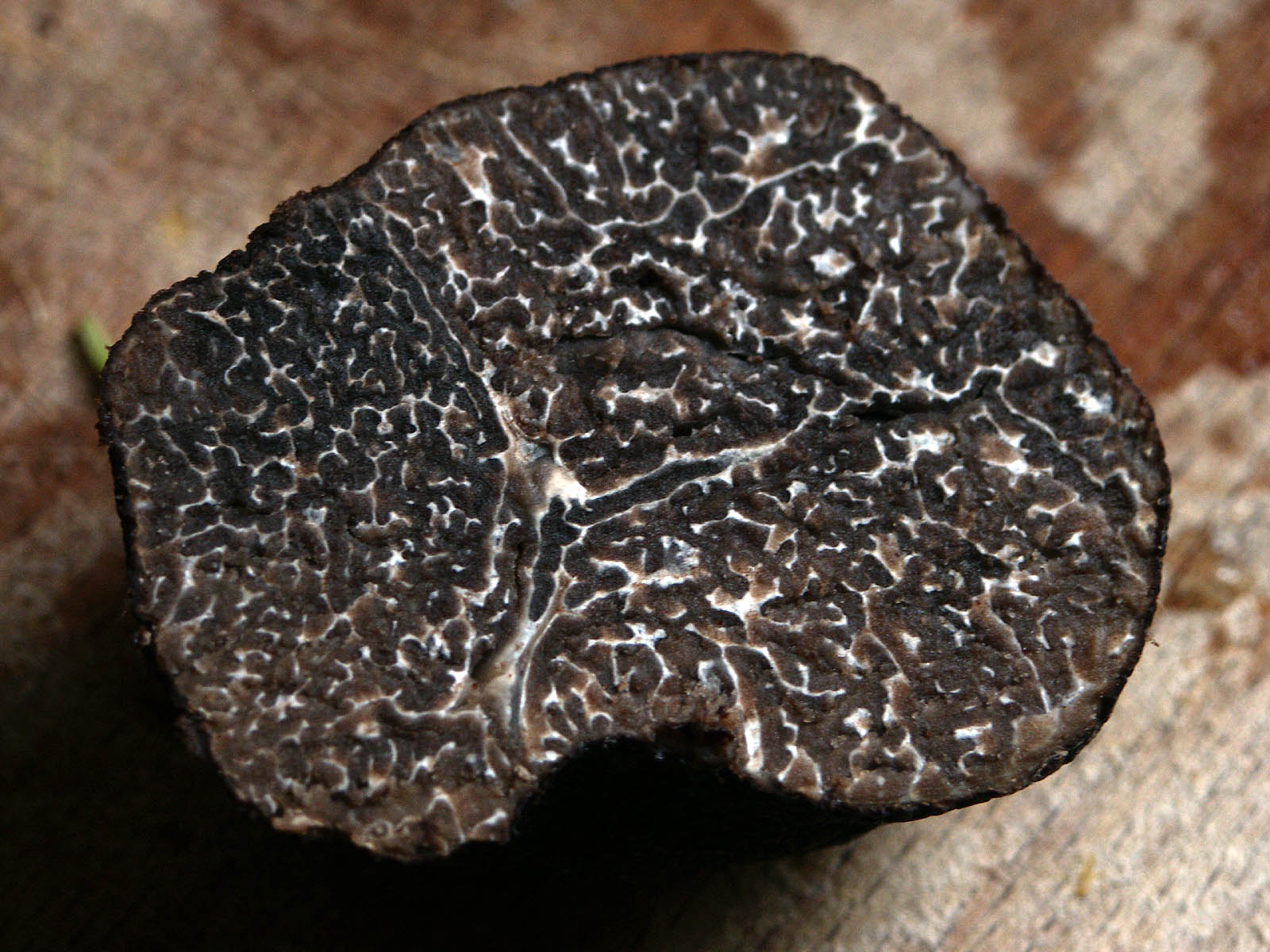
Трюфель зимний (Tuber brumale)
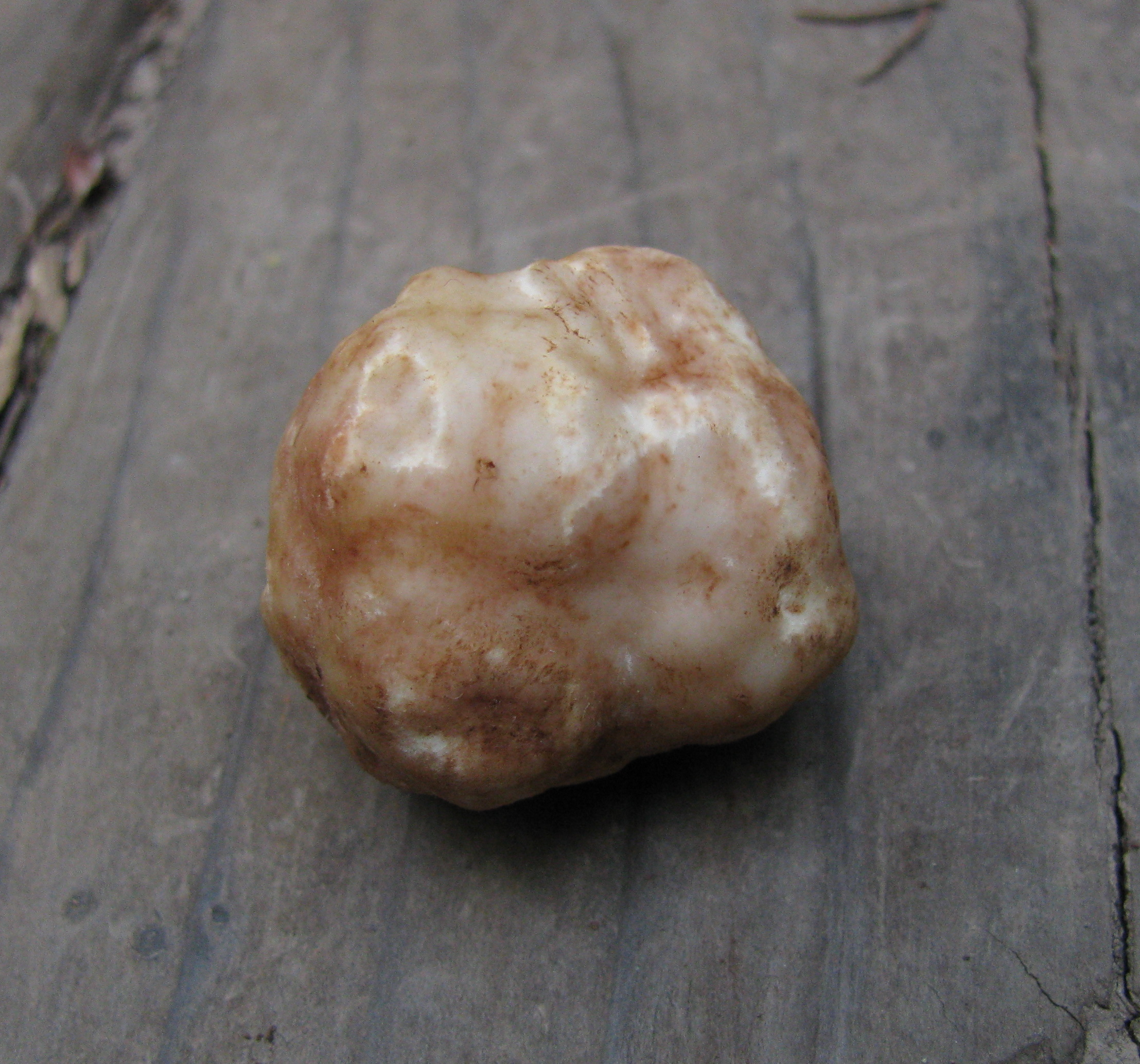
Пушистый трюфель (Tuber gibbosum)
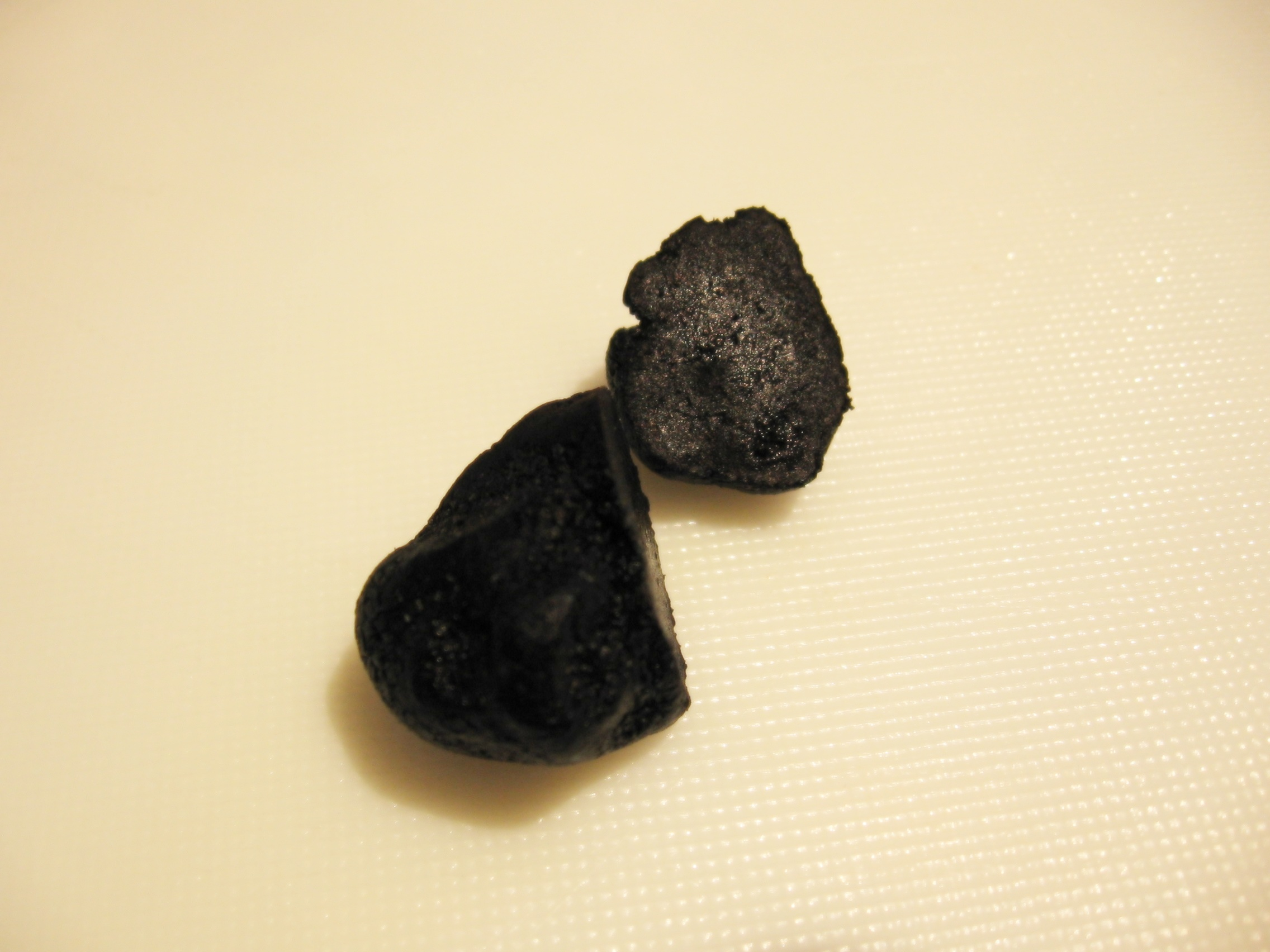
Трюфель китайский (Tuber indicum)
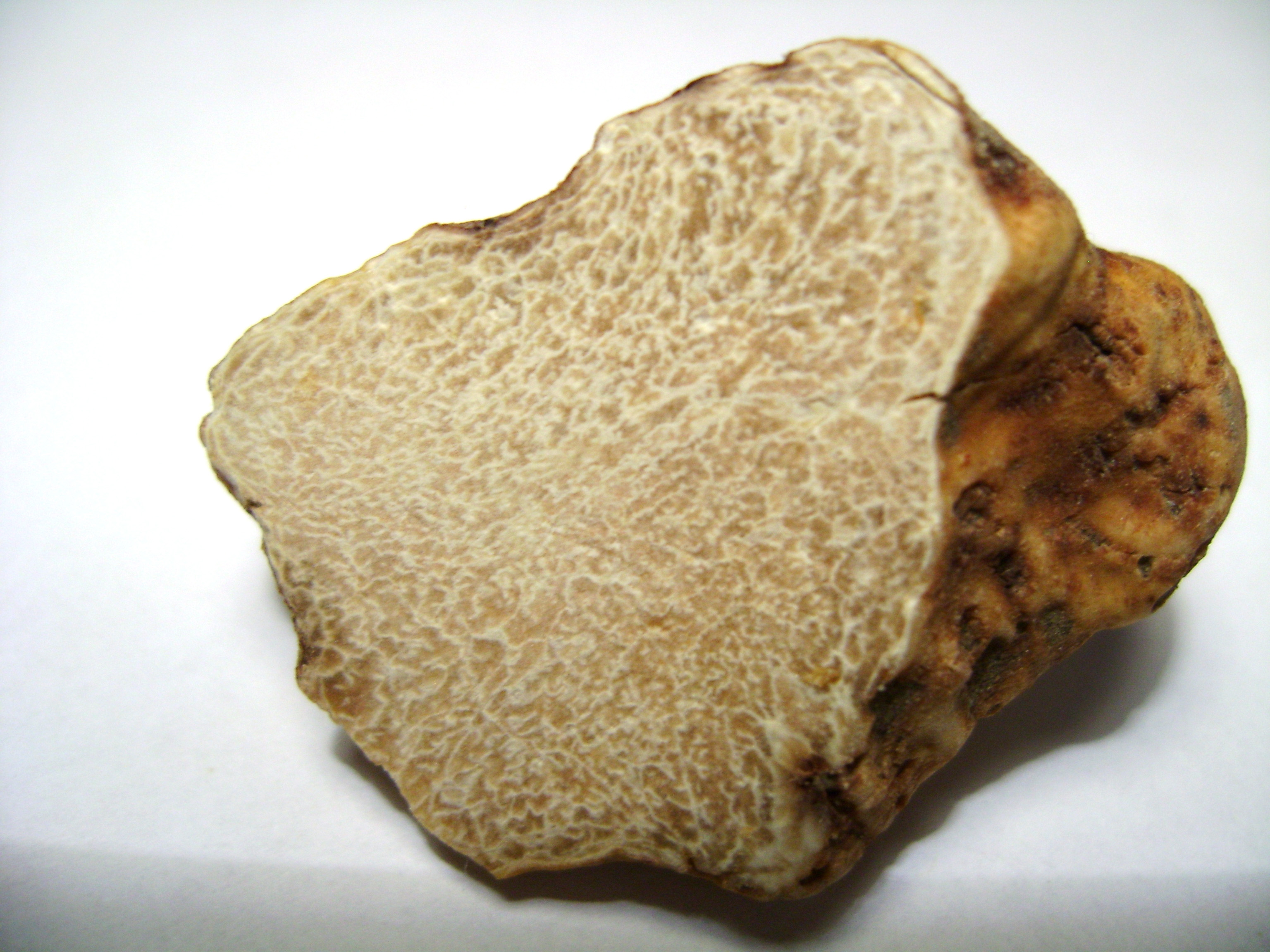
Трюфель итальянский (Tuber magnatum)
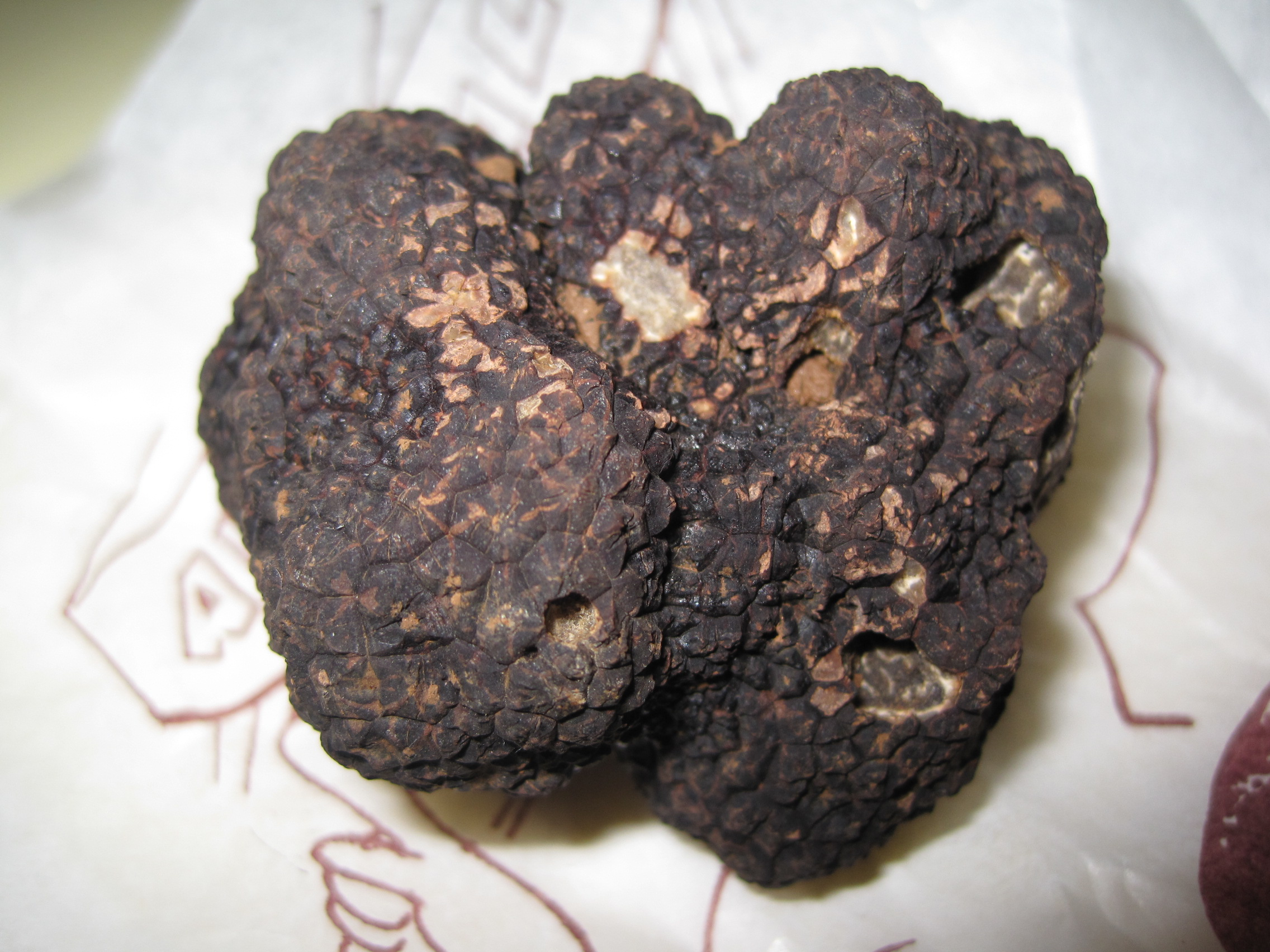
Трюфель чёрный (Tuber melanosporum)